# Jerzy Haszczyński
Jerzy Janusz Haszczyński (ur. 26 sierpnia 1966 w Warszawie) – polski dziennikarz, reporter, od 2000 szef działu zagranicznego dziennika „Rzeczpospolita”.

## Życiorys
Jest absolwentem VI Liceum Ogólnokształcącego im. Tadeusza Reytana w Warszawie (1985), gdzie działał w 1 Warszawskiej Drużynie Harcerskiej  im. Romualda Traugutta „Czarna Jedynka”. Ukończył studia filozoficzne na Uniwersytecie Warszawskim. W swojej karierze jest związany głównie z dziennikiem „Rzeczpospolita”, w którym pracuje od 1991, a od 2000 kieruje działem zagranicznym. W połowie lat 90. XX wieku był wydawcą i redaktorem tygodnika mniejszości polskiej na Litwie „Słowo Wileńskie”, założonego przez „Rzeczpospolitą”. W latach 1999–2000 był korespondentem „Rzeczpospolitej” w Niemczech.
W 2003 wydał zbiór reportaży Nie tylko pani Steinbach, w którym przedstawił m.in. historię życia Eriki Steinbach. Już kilka lat wcześniej ujawnił, że ojcem Steinbach był sierżant okupacyjnych wojsk niemieckich.

## Wyróżnienia i odznaczenia
W 2006 był nominowany do prestiżowej nagrody miesięcznika „Press” za reportaż Tajemnice pomarańczowej rewolucji, napisany wraz z Mają Narbutt, Pawłem Reszką i Tatianą Serwetnyk. Za ten reportaż został też wraz ze współautorami nagrodzony Nagrodą im. Dziewanowskiego SDP. W 2005 był nominowany wraz z Katarzyną Zuchowicz i Piotrem Zychowiczem do nagrody miesięcznika „Press” za teksty piętnujące używanie przez media zagraniczne określenia „polskie obozy zagłady”. Za akcję przeciw „polskim obozom” dostał wraz z działem zagranicznym „Rzeczpospolitej” Główną Nagrodę Wolności Słowa SDP w 2005.
Wraz z Michałem Żakowskim został w 2011 laureatem pierwszej edycji Nagrody PAP im. Ryszarda Kapuścińskiego dla autorów informacji (za tekst Jemeńska szkoła dżihadu opublikowany w „Rzeczpospolitej” 23 stycznia 2010). W 2014 wraz z innymi dziennikarzami związanymi z „Rzeczpospolitą” został odznaczony przez prezydenta RP Bronisława Komorowskiego Krzyżem Kawalerskim Orderu Odrodzenia Polski.

## Publikacje
- Pamięć europejska czy narodowa. Spór o Centrum przeciwko Wypędzeniom, red. i wybór tekstów: Paweł Lisicki i Jerzy Haszczyński, Warszawa: Redakcja Rzeczpospolitej 2003.
- Nie tylko pani Steinbach, słowo wstępne Maciej Rybiński, Warszawa: „El-Ka” 2003.
- Mój brat obalił dyktatora, Wołowiec: Wydawnictwo Czarne 2012[4].